# Münzhof

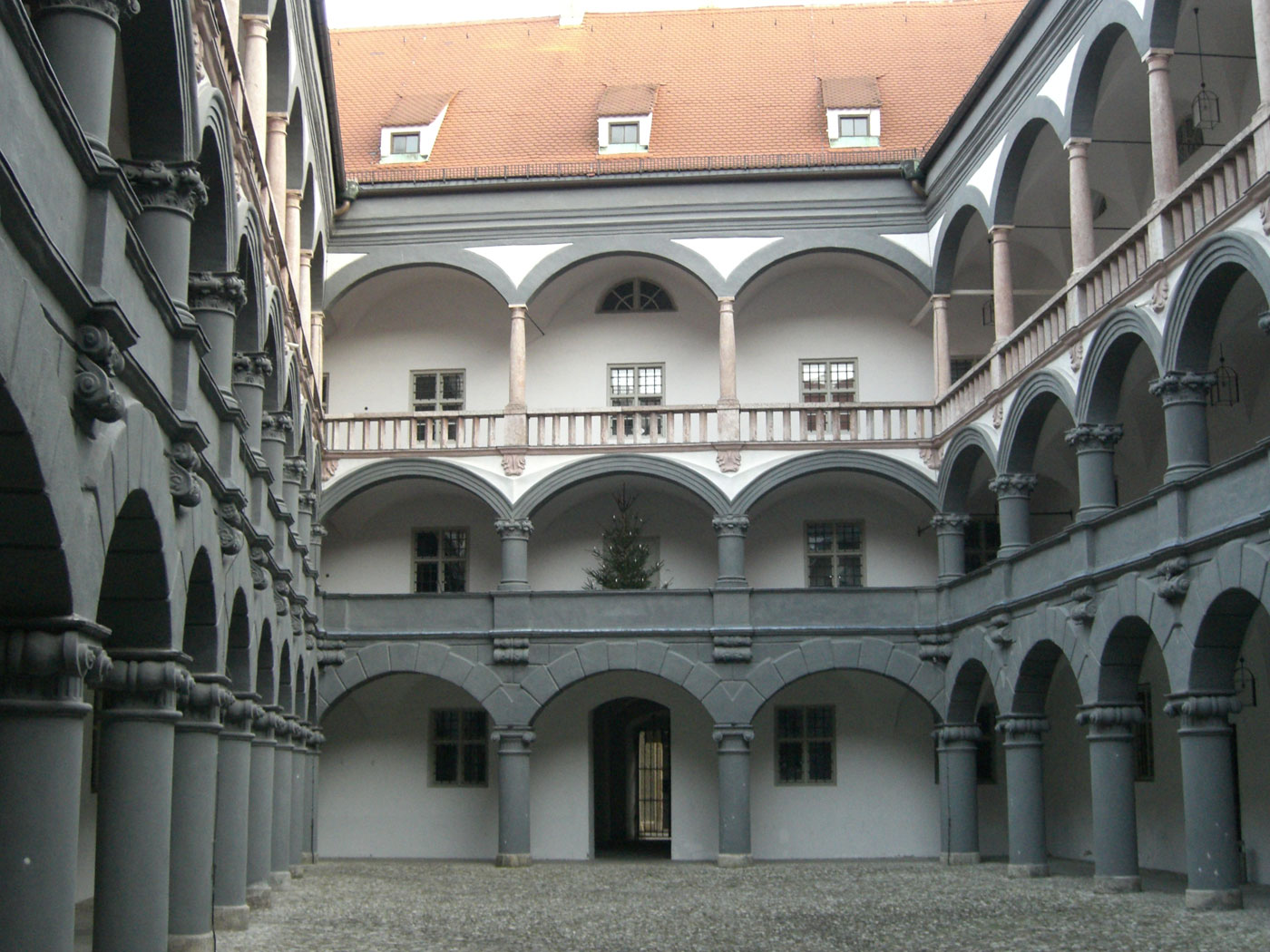
Münzhof – vnitřní nádvoří budovy Alte Münze v Mnichově

Münzhof je vnitřní nádvoří budovy Alte Münze v Mnichově, ulice Hofgraben, číslo 4.

## Popis a architektura
Nádvoří Münzhof je obklopeno čtyřkřídlým komplexem budov o třech podlažích, který je zachován v původním lichoběžníkovém tvaru. Nádvoří je rovněž původní. Je asi 35 metrů dlouhé a 12 metrů široké. Na nádvoří jsou nad sebou tři řady arkád. Ve všech patrech je podloubí s arkádami, kterým se budovy propojují. Z architektonického hlediska nádvoří navazuje na italskou renesanční architekturu, ale vzhledem k poměrně kompaktním rozměrům a nepravidelnému rozestupu sloupů působí méně italsky. Je to tedy příklad německé renesance.  Za druhé světové války bylo severní křídlo budov při bombardování 17. prosince 1944 a 7. ledna 1945 téměř úplně zničeno. Arkády však zůstaly do značné míry nepoškozené.
Komplex budov, ve kterém se Münzhof nachází, byl postaven v letech 1563 až 1567 za vévody Albrechta V. a sloužil jako konírna, umělecká síň a kabinet kuriozit. Bylo to jedno z prvních muzeí na sever od Alp. Od roku 1809 byla budova po rekonstrukcích využívána jako bavorská královská mincovna. Až do roku 1986 v ní sídlil Bavorský mincovní úřad (Bayerisches Hauptmünzamt) s mincovní značkou D. Od roku 1986 sídlí v budově Bavorský zemský úřad pro památkovou péči (Bayerisches Landesamt für Denkmalpflege).

## Využití
Nádvoří Münzhof je veřejnosti volně přístupné během provozních hodin Bavorského zemského úřadu pro památkovou péči z hlavního vchodu v ulici Pfisterstraße. Každoročně v červenci a srpnu se na něm konají divadelní představení Bavorské divadelní akademie.(Bayerische Theaterakademie).